# العلاقات السويدية البولندية
العلاقات السويدية البولندية هي العلاقات الثنائية التي تجمع بين السويد وبولندا.

## مقارنة بين البلدين
هذه مقارنة عامة ومرجعية للدولتين:
| وجه المقارنة                                              | السويد                                                                               | بولندا                                                                             |
| --------------------------------------------------------- | ------------------------------------------------------------------------------------ | ---------------------------------------------------------------------------------- |
| المساحة (كم2)                                             | 450.30 ألف                                                                           | 312.68 ألف                                                                         |
| عدد السكان (نسمة)                                         | 10.16 مليون                                                                          | 38.43 مليون                                                                        |
| الكثافة السكانية (ن./كم²)                                 | 22.56                                                                                | 122.91                                                                             |
| العاصمة                                                   | ستوكهولم                                                                             | وارسو                                                                              |
| اللغة الرسمية                                             | اللغة السويدية، لغات السامي، اللغة الفنلندية، منكيلي، اللغة الرومنية، اللغة اليديشية | اللغة البولندية                                                                    |
| العملة                                                    | كرونة سويدية                                                                         | زلوتي بولندي                                                                       |
| الناتج المحلي الإجمالي (بليون دولار)                      | 538.04 مليار                                                                         | 524.51 مليار                                                                       |
| الناتج المحلي الإجمالي (تعادل القوة الشرائية) بليون دولار | 469.01 مليار                                                                         | 1.02 تريليون                                                                       |
| الناتج المحلي الإجمالي الاسمي للفرد دولار أمريكي          | 50.58 ألف                                                                            | 12.55 ألف                                                                          |
| الناتج المحلي الإجمالي للفرد دولار أمريكي                 | 45.30 ألف                                                                            | 26.14 ألف                                                                          |
| مؤشر التنمية البشرية                                      | 0.907                                                                                | 0.843                                                                              |
| رمز المكالمات الدولي                                      | +46                                                                                  | +48                                                                                |
| رمز الإنترنت                                              | .se                                                                                  | .pl                                                                                |
| المنطقة الزمنية                                           | توقيت وسط أوروبا، ت ع م+01:00، ت ع م+02:00، أوروبا/ستوكهولم ‏                         | توقيت وسط أوروبا، ت ع م+01:00، ت ع م+02:00، أوروبا/وارسو ‏، توقيت وسط أوروبا الصيفي |

## مدن متوأمة
في ما يلي قائمة باتفاقيات التوأمة بين مدن سويدية وبولندية:
- ترتبط Jönköping Municipality [الإنجليزية]‏ مع غورجوف ويلكوبولسكي باتفاقية توأمة منذ 2001.[13][14][15][16]
- ترتبط كريستيانستاد مع كشالين باتفاقية توأمة منذ 2004.
- ترتبط Kristianstad Municipality [الإنجليزية]‏ مع كشالين باتفاقية توأمة منذ 1992.
- ترتبط Hultsfred Municipality [الإنجليزية]‏ مع Rumia [الإنجليزية]‏ باتفاقية توأمة.
- ترتبط Ystad Municipality [الإنجليزية]‏ مع اشوينواويشتشه باتفاقية توأمة.
- ترتبط Mark Municipality [الإنجليزية]‏ مع Gmina Szamotuły [الإنجليزية]‏ باتفاقية توأمة.
- ترتبط Växjö Municipality [الإنجليزية]‏ مع Pobiedziska [الإنجليزية]‏ باتفاقية توأمة منذ 1990.[17][18][19][20]
- ترتبط Tyresö Municipality [الإنجليزية]‏ مع Wejherowo [الإنجليزية]‏ باتفاقية توأمة منذ 2008.
- ترتبط Hörby Municipality [الإنجليزية]‏ مع Gmina Pyrzyce [الإنجليزية]‏ باتفاقية توأمة.
- ترتبط Kristinehamn Municipality [الإنجليزية]‏ مع Brodnica [الإنجليزية]‏ باتفاقية توأمة.
- ترتبط أوربرو مع وودج باتفاقية توأمة منذ 1946.
- ترتبط يفله مع كيلسي باتفاقية توأمة.
- ترتبط Halmstad Municipality [الإنجليزية]‏ مع أولشتين باتفاقية توأمة منذ 1 نوفمبر 2003.[21]
- ترتبط Kalmar Municipality [الإنجليزية]‏ مع غدانسك باتفاقية توأمة منذ 28 مارس 1963.[22][22][23][24]
- ترتبط بلدية مالمو [الإنجليزية]‏ مع شتشين باتفاقية توأمة منذ 2003.[25][25][25][25]
- ترتبط Borgholm Municipality [الإنجليزية]‏ مع Łeba [الإنجليزية]‏ باتفاقية توأمة.
- ترتبط Simrishamn Municipality [الإنجليزية]‏ مع كووبجك باتفاقية توأمة.
- ترتبط Sollefteå [الإنجليزية]‏ مع Gmina Rudniki [الإنجليزية]‏ باتفاقية توأمة.
- ترتبط بلدية كوثنبورغ مع كراكوف باتفاقية توأمة منذ 1946.[26][27][28][29]
- ترتبط بلدية هسلهولم مع Darłowo [الإنجليزية]‏ باتفاقية توأمة.
- ترتبط Simrishamn [الإنجليزية]‏ مع كووبجك باتفاقية توأمة.
- ترتبط Lund Municipality [الإنجليزية]‏ مع زابجه باتفاقية توأمة منذ 1990.[30][31][32]
- ترتبط Huddinge Municipality [الإنجليزية]‏ مع تيتشي باتفاقية توأمة.
- ترتبط فاكسيو مع Pobiedziska [الإنجليزية]‏ باتفاقية توأمة منذ 1990.[17][18][19][33]
- ترتبط Falkenberg Municipality [الإنجليزية]‏ مع غنيزنو باتفاقية توأمة.
- ترتبط بلدية سولنا مع Bemowo [الإنجليزية]‏ باتفاقية توأمة منذ 2001.[34][34][34][34]
- ترتبط Söderhamn [الإنجليزية]‏ مع Szczecinek [الإنجليزية]‏ باتفاقية توأمة.
- ترتبط Oxelösund [الإنجليزية]‏ مع خوينا باتفاقية توأمة.
- ترتبط Örebro Municipality [الإنجليزية]‏ مع وودج باتفاقية توأمة منذ 1946.
- ترتبط Karlskrona Municipality [الإنجليزية]‏ مع غدينيا باتفاقية توأمة منذ 2009.[35][35][36][36]
- ترتبط Olofström Municipality [الإنجليزية]‏ مع كفيدزن [الإنجليزية]‏ باتفاقية توأمة.
- ترتبط لاندسكرونا مع كووبجك باتفاقية توأمة.
- ترتبط Sölvesborg Municipality [الإنجليزية]‏ مع مالبورك باتفاقية توأمة.
- ترتبط Alvesta Municipality [الإنجليزية]‏ مع Krasnystaw [الإنجليزية]‏ باتفاقية توأمة.
- ترتبط إوسترسوند مع سانوك باتفاقية توأمة.
- ترتبط Askersund Municipality [الإنجليزية]‏ مع Jordanów [الإنجليزية]‏ باتفاقية توأمة.
- ترتبط كالمار مع غدانسك باتفاقية توأمة منذ 28 مارس 1963.[23][23][37][38]
- ترتبط Heby Municipality [الإنجليزية]‏ مع Kamienna Góra [الإنجليزية]‏ باتفاقية توأمة.

## منظمات دولية مشتركة
يشترك البلدان في عضوية مجموعة من المنظمات الدولية، منها:
| علم المنظمة | اسم المنظمة                             | تاريخ انضمام السويد | تاريخ انضمام بولندا |
| ----------- | --------------------------------------- | ------------------- | ------------------- |
|             | وكالة ضمان الاستثمار متعدد الأطراف      | 12 أبريل 1988       | 29 يونيو 1990       |
|             | منظمة الشرطة الجنائية الدولية           | ?                   | ?                   |
|             | مجموعة الموردين النوويين                | ?                   | ?                   |
|             | منظمة حظر الأسلحة الكيميائية            | ?                   | ?                   |
|             | Strategic Airlift Capability ‏           | ?                   | ?                   |
|             | منظمة التجارة العالمية                  | 1995                | 1 يوليو 1995        |
|             | الفريق المعني برصد الأرض                | ?                   | ?                   |
|             | الأمم المتحدة                           | 19 نوفمبر 1946      | 24 أكتوبر 1945      |
|             | مركز تنسيق الحركة في أوروبا ‏            | ?                   | ?                   |
|             | المنظمة الأوروبية لسلامة الملاحة الجوية | 1995                | 2004                |
|             | مؤسسة التمويل الدولية                   | 20 يوليو 1956       | 29 ديسمبر 1987      |
|             | يونسكو                                  | 23 يناير 1950       | 6 نوفمبر 1946       |
|             | مؤسسة التنمية الدولية                   | 24 سبتمبر 1960      | 28 أكتوبر 1960      |
|             | الوكالة الدولية للطاقة                  | ?                   | 25 سبتمبر 2008      |
|             | الاتحاد الأوروبي                        | 1995                | 1 مايو 2004         |
|             | منظمة الأمن والتعاون في أوروبا          | 25 يونيو 1973       | 25 يونيو 1973       |
|             | الاتحاد الدولي للاتصالات                | 1866                | 1921                |
|             | منظمة التعاون الاقتصادي والتنمية        | ?                   | 22 نوفمبر 1996      |
|             | مجموعة أستراليا                         | 1991                | 1994                |
|             | وكالة الفضاء الأوروبية                  | ?                   | 19 يناير 2012       |
|             | نظام تحكم تكنولوجيا القذائف             | 1991                | 1998                |
|             | مجلس دول بحر البلطيق                    | ?                   | ?                   |
|             | مجلس أوروبا                             | ?                   | 26 نوفمبر 1991      |
|             | اتفاقية السماوات المفتوحة               | ?                   | ?                   |
|             | البنك الدولي للإنشاء والتعمير           | 31 أغسطس 1951       | 27 يونيو 1986       |
|             | المنظمة الهيدروغرافية الدولية           | ?                   | ?                   |
|             | الاتحاد البريدي العالمي                 | ?                   | 1 مايو 1919         |

## أعلام
هذه قائمة لبعض الشخصيات التي تربطها علاقات بالبلدين:

## وصلات خارجية
- موقع وزارة الخارجية السويدية
- موقع وزارة الخارجية البولندية